# Kościół Wniebowzięcia Najświętszej Maryi Panny w Pisarzowicach
Kościół Wniebowzięcia Najświętszej Maryi Panny w Pisarzowicach – rzymskokatolicki kościół parafialny pod wezwaniem Wniebowzięcia NMP, znajdujący się w Pisarzowicach w diecezji legnickiej.

## Historia
Kościół w obecnej formie został wybudowany w XVI w., zaś w latach 1592–1603 miała miejsce jego przebudowa. Remonty były wykonane ponadto w 1879, 1959 i pod koniec lat 90. XX w. Pracom w 1879 r. bryła zawdzięcza jeszcze powstanie wieży dzwonowej. Budynek kościoła powstał na planie prostokąta. Wewnątrz pod drewnianym sufitem znajdują się dwa rzędy ławek. W prezbiterium widoczne jest sklepienie krzyżowo-żebrowe ze zwornikami spływające służkami na rzeźbione wsporniki figuralne z kamienia. Ponadto w strefie sacrum znajduje się pozostałość renesansowej loży kolatorskiej za drewnianą przesłoną. W nawie drewniany, płaski strop i drewniane, polichromowane empory z lat 1610–1630. W murach obwodowych dwie całopostaciowe kamienne płyty nagrobne i dwie płyty epitafijne z początku XVI w. oraz owalne epitafium z 1787 r..   
Na szczególną uwagę zasługuje rzeźbiony Ołtarz Wniebowzięcia NMP z 1521 r. ze sceną Wniebowzięcia NMP, który jest jednym z nielicznych zachowanych bez większych zmian retabulów śląskich.